# 五十嵐浩一
五十嵐 浩一（いがらし こういち、1956年8月9日 - ）は、日本の漫画家。石川県金沢市出身。明治大学卒業。代表作として『ペリカンロード』や『めいわく荘の人々』などがある。

## 経歴
- デビュー前は明治大学漫画研究会にて活動していた。在学中には、神戸さくみ[2]、ももなり高らのアシスタントを務めていた。
- 1979年、清山社より短編集「吸血鬼」でデビュー。当時のペンネームは今西亜麗。
- 1981年、少年画報社『少年キング』新人賞受賞作「ワンスーパーないと」が同誌7月3日号に掲載され、五十嵐浩一名義で商業誌デビュー[3]。
- 1982年、『少年KING』連載の「ペリカンロード」がヒット。1987年に完結、代表作となる。
- 1988年、少年画報社『ヤングキング』にて「めいわく荘の人々」を連載。長期人気作品となる。
- 1998年、少年画報社『ヤングキング別冊キングダム』にて「Home Sweet Home」を連載、2001年に完結。
- 2001年、『ヤングキング別冊キングダム』にて「ペリカンロードII」を連載、2004年に完結。
- 2006年、徳間書店『COMICリュウ』にて「REVIVE!」を連載。
- 2007年、双葉社『漫画アクション』にて「アリエテ2057」を連載。

## 作品リスト
- ワンスーパーないと（少年キング、少年画報社、ヒットコミックス版単行本『ペリカンロード』第3巻収録）
- ピーター葉゜夢（少年キング、少年画報社）
- ペリカンロード（少年KING、少年画報社）
- スクラッチタイム（ヤングキング、少年画報社）
- めいわく荘の人々（ヤングキング、少年画報社）
- KIDS!－五十嵐浩一作品集（アスキー）
- Home Sweet Home（ヤングキング別冊キングダム、少年画報社）
- ペリカンロードII（ヤングキング別冊キングダム、少年画報社）
- 迷惑の人（ジャイブ）
- I．B．S．S ice blue silver sky（ジャイブ）
- REVIVE!（COMICリュウ、徳間書店）
- アリエテ2057（漫画アクション、双葉社）